# Francuska Misja Wojskowa w Czechosłowacji
Francuska Misja Wojskowa w Czechosłowacji – francuska misja wojskowa przy Ministerstwie Obrony Narodowej Czechosłowacji, istniejąca do 1938.
Jej szef miał głos doradczy w sprawach organizacji i uzbrojenia armii Czechosłowacji.
W latach 30. XX wieku większość członków misji wykładała w czechosłowackich szkołach wojskowych.
Podczas kryzysu w Czechosłowacji w 1938 szefem misji był gen. Louis Faucher, a jego zastępcą płk Julien V. Flipo.